# Odynerus pacificus
Odynerus pacificus är en stekelart som beskrevs av Kirsch 1878. Odynerus pacificus ingår i släktet lergetingar, och familjen Eumenidae. Inga underarter finns listade i Catalogue of Life.